# Літа молодії (фільм, 1942)
«Літа молодії» — радянський художній фільм-драма 1942 року, знятий режисерами Григорієм Гричером-Чериковером та Ігорем Савченком на Київській та Ашхабадській кіностудіях.

## Сюжет
У село з новонародженим сином повертається ланкова колгоспниця Оксана. Радісно зустрічає її чоловік, тракторист Іван Ярош, який вважає, що дружина не впорається з роботою та краще їй сидіти вдома і ростити сина. До того ж він ревнує її до агронома Захара (Володимир Андрєєв), який був раніше закоханий в Оксану. Подружжя свариться, Іван йде з дому. Насправді агроному подобається весела Настя (Ганна Лисянська). Настає пора збирання пшениці, вирощеної Оксаною. Колгоспники влаштовують свято на честь збирання врожаю, співають і танцюють. Але трапилася біда: налетів ураган, який побив пшеницю, пригнувши колосся до землі. Жінкам, як за старих часів, доводиться прибирати хліб серпами. Іван і Захар разом винаходять пристосування до комбайна, що піднімає колосся. Врожай зібраний без втрат, Іван і Оксана миряться. Захар і Настя грають весілля.

## У ролях
- Василь Дашенко — Іван Ярош
- Олена Ізмайлова — Оксана Ярош
- Ганна Лисянська — Настя Сорока
- Борис Андрєєв — Захар
- Ніна Лихо — Калина Іванівна, голова колгоспу
- Євгенія Мельникова — Катря
- А. Трушин — Співак
- Ростислав Івицький — дід Остап
- Марія Єгорова — баба Явдоха
- Микола Дупак — Федя
- Наталія Гебдовська — дівчина

## Знімальна група
- Режисери-постановники — Григорій Гричер-Чериковер, Ігор Савченко
- Сценаристи — Ігор Савченко, Андрій Головко, Любомир Дмитерко
- Оператор-постановник — Данило Демуцький
- Композитор — Сергій Потоцький
- Художник-постановник — Катерина Юкельсон
- Асистент режисера — Ісаак Шмарук